# Павлиди, Георгий Полихронович
Георгий Полихронович Павлиди (1929 года, село Дагва, АССР Аджаристан, ССР Грузия — октябрь 1982 года, село Дагва, Кобулетский район, Аджарская АССР, Грузинская ССР) — звеньевой колхоза имени Ворошилова Дагвинского сельсовета Кобулетского района Аджарской АССР, Грузинская ССР. Герой Социалистического Труда (1949).

## Биография
Родился в 1929 году в крестьянской семье в селе Дагва Батумского уезда. Окончил местную сельскую школу. В начале 1930-х годов одним из первых вступил в имени Ворошилова, председателем которого с 1933 года был Христо Лавасас. В послевоенные годы возглавлял бригаду № 4, которая состояла из четырёх звеньев. В каждом звене трудились 14 — 16 колхозников. За бригадой было закреплено более 21,42 гектаров различных насаждений, из которых 13,76 гектаров занимала чайная плантация и 6,76 гектаров — цитрусовый сад. Бригада Георгия Павлиди соревновалась с другой колхозной бригадой, которую возглавлял Алкивиад Иванович Симвулиди (удостоен звания Героя Социалистического Труда в сентябре 1951 года).
За выдающиеся трудовые результаты по итогам 1948 года был награждён Орденом Трудового Красного Знамени, председатель колхоза Христо Лавасас и одиннадцать колхозников по итогам работы в этом же году были награждены почётным званием Героя Социалистического Труда.
В 1950 году бригада под его руководством собрала в среднем с каждого гектара по 8028,7 килограмм сортового зелёного чайного листа с площади 13,4 гектара. Указом Президиума Верховного Совета СССР от 14 ноября 1951 года удостоен звания Героя Социалистического Труда за «получение в 1950 году высоких урожаев сортового зелёного чайного листа» с вручением ордена Ленина и золотой медали «Серп и Молот» (№ 6446).
Проживал в родной деревне Дагва. Родственник Героя Социалистического Труда Калиопи Анестиены Павлиди, которая была женой его младшего брата. Умер в октябре 1982 года. Похоронен на местном сельском кладбище.
Награды
- Герой Социалистического Труда
- Орден Ленина
- Орден Трудового Красного Знамени (29.08.1949)